# إد كاروثرز
إد كاروثرز (بالإنجليزية: Ed Caruthers)‏ هو منافس ألعاب قوى أمريكي، ولد في 13 أبريل 1945 في أوكلاهوما سيتي في الولايات المتحدة.

## وصلات خارجية
- إد كاروثرز على موقع الاتحاد الدولي لألعاب القوى (الإنجليزية)
- إد كاروثرز على موقع اللجنة الأولمبية الدولية (الإنجليزية)
- إد كاروثرز على موقع أوليمبيديا (الإنجليزية)